# Heinrichsberg

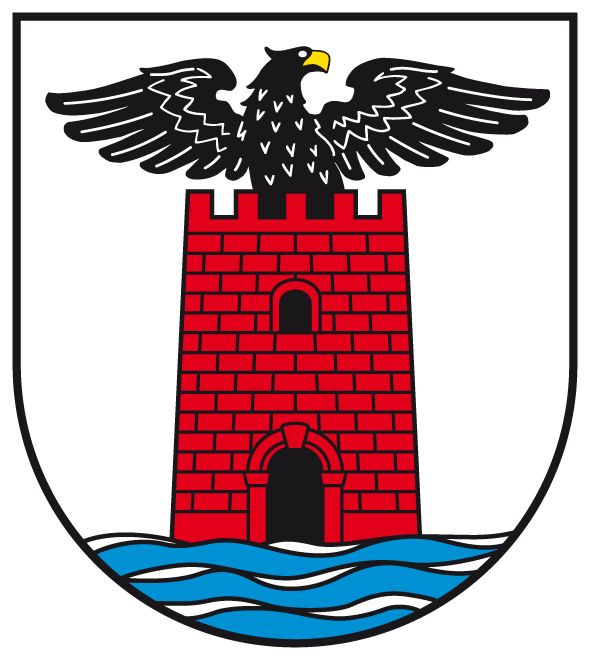
Stema veche

Heinrichsberg este o comună din landul Saxonia-Anhalt, Germania.